# Eino Olkinuora
Eino Olkinuora (* 11. November 1915 in Kaukola, Großfürstentum Finnland, heute Sewastjanowo, Rajon Priosjorsk, Oblast Leningrad, Russland; † 20. Oktober 1941 in Gawrilowskaja, Sowjetunion) war ein finnischer Skilangläufer, der Ende der 1930er und zu Beginn der 1940er Jahre aktiv war. Er gehörte den Vereinen Suonenjoen Vasama und Helsingin Hiihtäjät an.
Bei den Nordischen Skiweltmeisterschaften 1938 in Lahti belegte er im Einzelrennen über 18 km den 46. Platz von 187 Teilnehmern.
Bei den Weltmeisterschaften 1939 und 1941 gewann er mit der 4 × 10-km-Staffel jeweils die Goldmedaille. Die FIS erklärte die Weltmeisterschaften 1941 fünf Jahre später für ungültig, weshalb diese Medaille keinen offiziellen Status besitzt.
Eino Olkinuora fiel als Soldat im Zweiten Weltkrieg.

## Erfolge
- Nordische Skiweltmeisterschaften 1939 in Zakopane: Gold mit der 4 × 10-km-Staffel
- Nordische Skiweltmeisterschaften 1941 in Cortina d’Ampezzo: Gold mit der 4 × 10-km-Staffel